# Asikkala
Asikkala – gmina w Finlandii, w regionie Päijät-Häme, z siedzibą w mieście Vääksy. Populacja wynosi 8,561 - stan na 31 stycznia 2011. Powierzchnia wynosi 755,54 km², z czego 192,13 km² to woda. Gęstość zaludnienia - 15,19 osób na km². Językiem urzędowym gminy, używanym przez 98.6% mieszkańców, jest fiński.
Na terenie gminy, w pobliżu miasta Lahti, znajduje się Muzeum Lotnictwa Regionu Päijänne Tavastia.

## Współpraca
Miejscowość partnerska:
- Houffalize, Belgia